# Solaro, Korsika
Solaro är en kommun i departementet Haute-Corse på ön Korsika i Frankrike. Kommunen ligger i kantonen Prunelli-di-Fiumorbo som tillhör arrondissementet Corte. År 2022 hade Solaro 734 invånare.

## Befolkningsutveckling
Antalet invånare i kommunen Solaro
Referens:INSEE